# Церје (Загреб)
Церје је насеље у саставу Града Загреба. Налази се у четврти Сесвете. До територијалне реорганизације у Хрватској налазило се у саставу старе загребачке приградске општине Сесвете.

## Становништво
На попису становништва 2011. године, Церје је имало 398 становника.

## Попис1991.
На попису становништва 1991. године, насељено место Церје је имало 320 становника, следећег националног састава:
| Попис 1991.‍ | Попис 1991.‍ | Попис 1991.‍ | Попис 1991.‍ | Попис 1991.‍ |
| ----------- | ----------- | ----------- | ----------- | ----------- |
|             |             |             |             |             |
| Хрвати      | Хрвати      |             | 307         | 95,93%      |
| Срби        | Срби        |             | 4           | 1,25%       |
| Словенци    | Словенци    |             | 3           | 0,93%       |
| Муслимани   | Муслимани   |             | 1           | 0,31%       |
| непознато   | непознато   |             | 5           | 1,56%       |
| укупно: 320 |             |             |             |             |